# Kurol
Kurol (Leptosomus) je endemický pták obývající Madagaskar a Komorské ostrovy. Rod kurol je monotypický taxon, jediným druhem je kurol madagaskarský (Leptosomus discolor), který se dělí na tři geografické poddruhy: L. d. discolor na Madagaskaru a Mayotte, L. d. intermedius na Nzwani a L. d. gracilis na ostrově Ngazidja. Název kurol pochází z anglického cuckoo-roller, inspirovaného jeho podobností s kukačkou a mandelíkem. Původně byli také kurolové řazeni mezi srostloprsté, podle novějších výzkumů však tvoří samostatný řád.
Kurol je dlouhý 40–50 cm, váží 160–300 gramů, samice bývají větší. Také ve zbarvení se projevuje výrazný pohlavní dimorfismus: samci jsou břidlicově šedí se zeleným až bronzovým leskem na křídlech, podél oči se táhne vodorovný černý pruh; samice a mláďata jsou převážně skořicově hnědé, hruď mají bílou a hnědě kropenatou. Mají velkou hlavu s kuželovitým zobákem, široká krátká křídla a krátké nohy. Obývají převážně lesy až do nadmořské výšky 2000 metrů: mají zygodaktylní nohu (dva prsty směřují dopředu a dva dozadu), která jim umožňuje snadno šplhat po větvích. Živí se převážně hmyzem, občas uloví také chameleóna nebo gekona. Jsou monogamní a bedlivě střeží své hnízdní teritorium. Období rozmnožování probíhá od září do prosince, samice klade do dutin stromů dvě až čtyři vejce, mláďata se líhnou po třech týdnech a za další měsíc jsou schopna letu.
Malgaši ho nazývají vouroudriou a považují ho za symbol štěstí a lásky. Pták není loven a jeho populace je poměrně početná.